# Tracy Butler
Tracy Butler (Pensilvânia) é uma ex-ginasta estadunidense, que competiu em provas de ginástica artística.
Butler fez parte da equipe estadunidense que disputou os Jogos Pan-americanos de Caracas, na Venezuela. Neles, foi membro da seleção campeã por equipes, após a nação não subir ao pódio na edição anterior. Individualmente, conquistou medalha ainda na prova da trave de equilíbrio, da qual saiu-se terceira colocada, em evento vencido pela cubana Elsa Chivas.